# كاميلو دي بيترو
كاميلو دي بيترو (و. 1806 – 1884 م) هو كاهن كاثوليكي من مملكة إيطاليا، ولد في روما، شارك في المجمع المغلق 1878، توفي في روما، عن عمر يناهز 78 عاماً.

## مناصب
تولى منصب عميد مجمع الكرادلة ‏ (1878–1884)
- Camerlengo of the Holy Roman Church [الإنجليزية]‏ (1878–1884)
- cardinal-bishop  [لغات أخرى]‏، list of bishops of Ostia  [لغات أخرى]‏ (1878–1884)
- cardinal-bishop  [لغات أخرى]‏، Roman Catholic Suburbicarian Diocese of Albano [الإنجليزية]‏ (20 سبتمبر 1867–12 مارس 1877)
- List of camerlengos of the Sacred College of Cardinals [الإنجليزية]‏ (1866–1867)
- أسقف كاثوليكي (منذ 14 يوليو 1839)
- رئيس أساقفة فخري  [لغات أخرى]‏[1]

.